# Hypnotize
Hypnotize ist das fünfte Studioalbum der US-amerikanischen Metalband System of a Down. Es erschien im September und bildet den zweiten Teil des Doppelalbums Mezmerize/Hypnotize.

## Entstehung und Veröffentlichung
Die Erstveröffentlichung von Hypnotize erfolgte am 18. November 2005 bei American Recordings (Katalognummer: 82876726112). Das Album erschien in seiner Originalausführung als CD mit zwölf Titeln. Am 12. Oktober 2018 erschien es bei Columbia Records erstmals als LP-Ausführung (Katalognummer: 19075865601). Am Tag der Erstveröffentlichung erschien auch eine DualDisc-Ausführung. Diese enthält neben einer Dokumentation über die Entstehung des Doppelalbums noch die Videos B.Y.O.B. und Question! aus dem Mezmerize-Album sowie die Enhanced-Stereo-Version des Hypnotize-Albums.
Geschrieben und produziert wurden alle Lieder von System-of-a-Down-Mitglied Daron Malakian. Während er vier Lieder alleine schrieb, bekam er beim Schreibprozess von acht Liedern Unterstützung von Frontmann Serj Tankian, zwei Titel davon unter der zusätzlichen Mitwirkung von Bandkollegen Shavo Odadjian. Bei der Produktion aller Lieder wurde Malakian von Rick Rubin unterstützt.

## Stil
Der Musikstil des Albums ähnelt stark dem des Vorgängers Mezmerize, was sich dadurch erklären lässt, dass System of a Down die Stücke für beide Alben zur selben Zeit schrieb. Auch auf Hypnotize teilen sich Leadsänger und Keyboarder Serj Tankian und Gitarrist und Sänger Daron Malakian die Gesangsparts. Akzente werden durch schnelle Blastbeats und den Einsatz von Doublebass gesetzt. Neu sind die ausgefalleneren Keyboardmelodien, die in einigen Songs das Klangspektrum der Band ergänzen.

## Artwork
Das grafische Design übernahm wieder Vartan Malakian, Vater von Gitarrist Daron Malakian. Das Design knüpft an das ebenfalls von Vartan gestaltete Mezmerize an und bildet mit diesem eine Einheit. Daher lassen sich auch die CD-Hüllen zusammenstecken. Zudem bilden die beiden Alben auch eine musikalische Einheit: Soldier Side, das Intro von Mezmerize, wird auf diesem Album als richtiger Song weitergeführt und schließt das Album bzw. Doppelalbum ab.

## Titelliste
1. Attack – 3:06
2. Dreaming – 3:59
3. Kill Rock ’n Roll – 2:27
4. Hypnotize – 3:09
5. Stealing Society – 2:57
6. Tentative – 3:36
7. U-Fig – 2:55
8. Holy Mountains – 5:28
9. Vicinity of Obscenity – 2:51
10. She’s Like Heroin – 2:44
11. Lonely Day – 2:47
12. Soldier Side – 3:40

## Singleauskopplungen
| Jahr | Titel                 | Höchstplatzierung, Gesamtwochen, AuszeichnungChartplatzierungen (Jahr, Titel, , Platzierungen, Wochen, Auszeichnungen, Anmerkungen) | Höchstplatzierung, Gesamtwochen, AuszeichnungChartplatzierungen (Jahr, Titel, , Platzierungen, Wochen, Auszeichnungen, Anmerkungen) | Höchstplatzierung, Gesamtwochen, AuszeichnungChartplatzierungen (Jahr, Titel, , Platzierungen, Wochen, Auszeichnungen, Anmerkungen) | Höchstplatzierung, Gesamtwochen, AuszeichnungChartplatzierungen (Jahr, Titel, , Platzierungen, Wochen, Auszeichnungen, Anmerkungen) | Höchstplatzierung, Gesamtwochen, AuszeichnungChartplatzierungen (Jahr, Titel, , Platzierungen, Wochen, Auszeichnungen, Anmerkungen) | Anmerkungen                                                  |
| Jahr | Titel                 | DE | AT | CH | UK | US | Anmerkungen                                                  |
| ---- | --------------------- | --- | --- | --- | --- | --- | ------------------------------------------------------------ |
| 2005 | Hypnotize             | DE83 (9 Wo.)DE | — | — | UK48 (2 Wo.)UK | US57 Platin · (1 Wo.)US | Erstveröffentlichung: 11. Oktober 2005 Verkäufe: + 1.000.000 |
| 2006 | Lonely Day            | DE46 (9 Wo.)DE | AT62 (5 Wo.)AT | CH72 (10 Wo.)CH | UK— SilberUK | US— PlatinUS | Erstveröffentlichung: 3. April 2006 Verkäufe: + 1.255.000    |
| 2006 | Vicinity of Obscenity | — | — | — | — | — | Erstveröffentlichung: 29. Mai 2006                           |

## Rezeption
Das deutsche Online-Magazin laut.de vergab drei von möglichen fünf Punkten für das Album. Der Rezensent Benjamin Fuchs beschrieb es unter anderem als: „Anstrengend wie ein hyperaktives Kind“. Er ist zudem der Meinung, dass der Vorgänger Mezmerize, ausgeglichener, runder und einfach besser klänge. Der Zugang zum Vorgänger fiele um Einiges leichter. Während Mezmerize den Hörer mit magischer Kraft in seinen Bann sog, stöße Hypnotize erst einmal ab. Die stärkeren Lieder fänden sich hier nicht, im Gegenteil. Hypnotize als "Resterampe" seines Vorgängers zu bezeichnen – wie es seinerzeit viele mit "Steal This Album" getan hätten – scheine jedoch ungerechtfertigt. Dennoch lasse sich der B-Seiten-Beigeschmack einiger Titel kaum wegdiskutieren. Was bleibe, sei die Vorahnung, dass sich Hypnotize wesentlich seltener in heimischen CD-Playern drehen werde als Mezmerize.
Das deutsche Magazin Visions führte im Frühjahr 2017 das Album in ihrer Liste der 66+6 besten Metal-Alben des dritten Jahrtausends.

## Kommerzieller Erfolg

### Chartplatzierungen
Hypnotize avancierte zum Nummer-eins-Erfolg in Finnland, Neuseeland und den Vereinigten Staaten.
| ChartsChartplatzierungen       | Höchstplatzierung | Wochen |
| ------------------------------ | ----------------- | ------ |
| Deutschland (GfK)              | 4 (23 Wo.)        | 23     |
| Österreich (Ö3)                | 3 (22 Wo.)        | 22     |
| Schweiz (IFPI)                 | 4 (14 Wo.)        | 14     |
| Vereinigte Staaten (Billboard) | 1 (28 Wo.)        | 28     |
| Vereinigtes Königreich (OCC)   | 11 (8 Wo.)        | 8      |

| ChartsJahrescharts (2006)      | Platzierung |
| ------------------------------ | ----------- |
| Österreich (Ö3)                | 64          |
| Vereinigte Staaten (Billboard) | 41          |

### Auszeichnungen für Musikverkäufe
| Land/Region                  | Auszeichnungen für Musikverkäufe (Land/Region, Auszeichnung, Verkäufe) | Verkäufe  |
| ---------------------------- | ---------------------------------------------------------------------- | --------- |
| Australien (ARIA)            | Gold                                                                   | 35.000    |
| Dänemark (IFPI)              | Platin                                                                 | 20.000    |
| Deutschland (BVMI)           | Platin                                                                 | 200.000   |
| Finnland (IFPI)              | Platin                                                                 | 31.990    |
| Irland (IRMA)                | Platin                                                                 | 15.000    |
| Italien (FIMI)               | Gold                                                                   | 25.000    |
| Neuseeland (RMNZ)            | Platin                                                                 | 15.000    |
| Österreich (IFPI)            | Gold                                                                   | 20.000    |
| Polen (ZPAV)                 | Platin                                                                 | 20.000    |
| Russland (NFPF)              | Gold                                                                   | 10.000    |
| Schweiz (IFPI)               | Gold                                                                   | 20.000    |
| Vereinigte Staaten (RIAA)    | Platin                                                                 | 1.000.000 |
| Vereinigtes Königreich (BPI) | Gold                                                                   | 100.000   |
| Insgesamt                    | 6× Gold · 6× Platin ·                                                  | 1.491.990 |